# Alfredo Marcucci
Alfredo Marcucci (Ensanada, Argentinië, 14 september 1929 – Landen, België, 12 juni 2010) was een bandoneonspeler en dirigent die voornamelijk Argentijnse tango speelde.
Hij leerde bandoneon spelen van zijn oom Carlos Marcucci, zelf ook een bekende bandoneonvirtuoos. Samen met zijn oom speelde hij in de band van de bekende violist en componist Julio de Caro. Later werd hij lid van het orkest van Carlos Di Sarlis waarmee hij talloze platenopnamen maakte. In Istanboel kwam hij in contact Paraguayaanse band Los Paraguayos, waarmee hij verschillende wereldwijde tournees maakte.
In 1976 stopte hij met musiceren en ging hij in België werken als conciërge in een plasticfabriek. Dirk Van Esbroeck en Juan Masondo wisten Marcucci er in 1985 van te overtuigen bandoneon te spelen op hun album Tango Al Sur. Daarna bleef hij actief als muzikant. Een van zijn laatste opnamen was met de band El Juntacadáveres.
- Bibliothèque nationale de France: cb146330452 (data)
- Gemeinsame Normdatei: 135115035
- International Standard Name Identifier: 0000 0000 7938 465X
- Library of Congress Control Number: no2005017835
- MusicBrainz: 22081f7f-5d19-48c2-9c0d-2a46d0279366
- Système universitaire de documentation: 087884747
- Virtual International Authority File: 15028284